# Campeonato Tocantinense de Futebol de 2014
O Campeonato Tocantinense de 2014 foi a 22.ª edição desta competição futebolística organizada anualmente pela Federação Tocantinense de Futebol (FTF).
O título da competição ficou com o Interporto, que conquistou esta edição ao vencer o Tocantinópolis na decisão pelo placar agregado de 2–0. Com esses resultados, o clube obteve seu terceiro título da história e garantiu uma vaga na Copa do Brasil e Série D, enquanto o TEC ficou com uma vaga na Copa Verde de 2015. Por outro lado, os rebaixados foram definidos na décima terceira rodada: Colinas e Guaraí.

## Formato e participantes
O formato desta edição foi diferente ao da edição anterior: numa primeira fase, as equipes jogariam entre si em partidas de ida e volta, onde as quatro melhores colocadas avançariam às semifinais. As duas últimas seriam rebaixadas à segunda divisão estadual do mesmo ano. Quem avançasse às semifinais, em ida e volta, chegaria à final que definiria o campeão, também em ida e volta. Abaixo, as oito equipes participantes:
| Equipe                | Cidade                | Títulos                           |
| --------------------- | --------------------- | --------------------------------- |
| Araguaína             | Araguaína             | 2 (2006 e 2009)                   |
| Colinas               | Colinas do Tocantins  | 1 (2005)                          |
| Guaraí                | Guaraí                | —                                 |
| Gurupi                | Gurupi                | 5 (1996, 1997, 2010, 2011 e 2012) |
| Interporto            | Porto Nacional        | 2 (1999 e 2013)                   |
| Palmas                | Palmas                | 5 (2000, 2001, 2003, 2004 e 2007) |
| Tocantinópolis        | Tocantinópolis        | 2 (1993 e 2002)                   |
| Tocantins de Miracema | Miracema do Tocantins | —                                 |

## Resultados

### Primeira fase
| Pos | Equipe                | Pts | J  | V | E | D | GP | GC | SG  | Classificação ou descenso            |     | GUR | TEC | PLM | INT | TOC | ARG | COL | GUA |
| --- | --------------------- | --- | -- | - | - | - | -- | -- | --- | ------------------------------------ | --- | --- | --- | --- | --- | --- | --- | --- | --- |
| 1   | Gurupi                | 25  | 14 | 8 | 1 | 5 | 21 | 14 | +7  | Fases finais                         |     | —   | 3–2 | 1–2 | 2–1 | 1–0 | 2–1 | 4–1 | 3–1 |
| 2   | Tocantinópolis        | 24  | 14 | 7 | 3 | 4 | 30 | 19 | +11 | Fases finais                         |     | 1–0 | —   | 3–2 | 0–1 | 4–1 | 0–0 | 5–1 | 1–0 |
| 3   | Palmas                | 24  | 14 | 6 | 6 | 2 | 31 | 23 | +8  | Fases finais                         |     | 2–0 | 2–2 | —   | 1–0 | 1–5 | 2–2 | 5–1 | 4–0 |
| 4   | Interporto            | 22  | 14 | 6 | 4 | 4 | 18 | 11 | +7  | Fases finais                         |     | 1–2 | 1–0 | 2–2 | —   | 0–0 | 0–1 | 3–1 | 0–0 |
| 5   | Tocantins de Miracema | 19  | 14 | 5 | 4 | 5 | 23 | 21 | +2  |                                      |     | 1–0 | 3–2 | 2–2 | 1–4 | —   | 2–0 | 0–0 | 5–1 |
| 6   | Araguaína             | 19  | 14 | 5 | 4 | 5 | 18 | 21 | −3  |                                      | 0–3 | 2–3 | 2–2 | 0–3 | 2–1 | —   | 2–0 | 2–0 |     |
| 7   | Colinas               | 12  | 14 | 2 | 6 | 6 | 19 | 34 | −15 | Rebaixados à Segunda Divisão de 2014 |     | 1–0 | 2–6 | 2–2 | 0–0 | 2–2 | 2–2 | —   | 3–3 |
| 8   | Guaraí                | 7   | 14 | 1 | 4 | 9 | 11 | 28 | −17 | Rebaixados à Segunda Divisão de 2014 |     | 0–0 | 1–1 | 1–2 | 1–2 | 2–0 | 1–2 | 0–3 | —   |

### Fases finais
Em itálico, as equipes que possuem o mando de campo no primeiro confronto; em negrito as equipes classificadas.
|  | Semifinais     | Semifinais     | Semifinais | Semifinais |   |            | Final | Final | Final | Final |
|  |                |                |            |            |   |            |       |       |       |       |
|  | Interporto     | 2              | 1          | 3          |   |            |       |       |       |       |
|  | Gurupi         | 0              | 1          | 1          |   |            |       |       |       |       |
|  | Gurupi         | 0              | 1          | 1          |   | Interporto | 1     | 1     | 2     |       |
|  |                |                |            |            |   | Interporto | 1     | 1     | 2     |       |
|  |                | Tocantinópolis | 0          | 0          | 0 |            |       |       |       |       |
|  | Palmas         | Tocantinópolis | 0          | 0          | 0 | 0          | 1     | 1     |       |       |
|  | Palmas         |                |            |            |   | 0          | 1     | 1     |       |       |
|  | Tocantinópolis | 0              | 2          | 2          |   |            |       |       |       |       |

| Fonte: FTF (arquivo) |